# Grúň (Západní Tatry)
Grúň (polsky Mała Bystra, 2108 m n. m.) je hora ve slovenské části Západních Tater. Nachází se v jihozápadní rozsoše vrcholu Bystrá (2248 m) mezi samotnou Bystrou a Nižnou Bystrou (2163 m). Severozápadní svahy spadají do Gáborovy doliny, jihovýchodní svahy spadají do Bystré doliny. Tímto směrem vybíhá z hory krátký výběžek zvaný Hrbáč, který rozděluje závěr doliny na dvě ramena: v prvním se nachází Anitino očko, v druhém Bystré plesá.

## Přístup
- na vrchol nevedou žádné turistické trasy, tudíž je dle stanov TANAPu nepřístupný

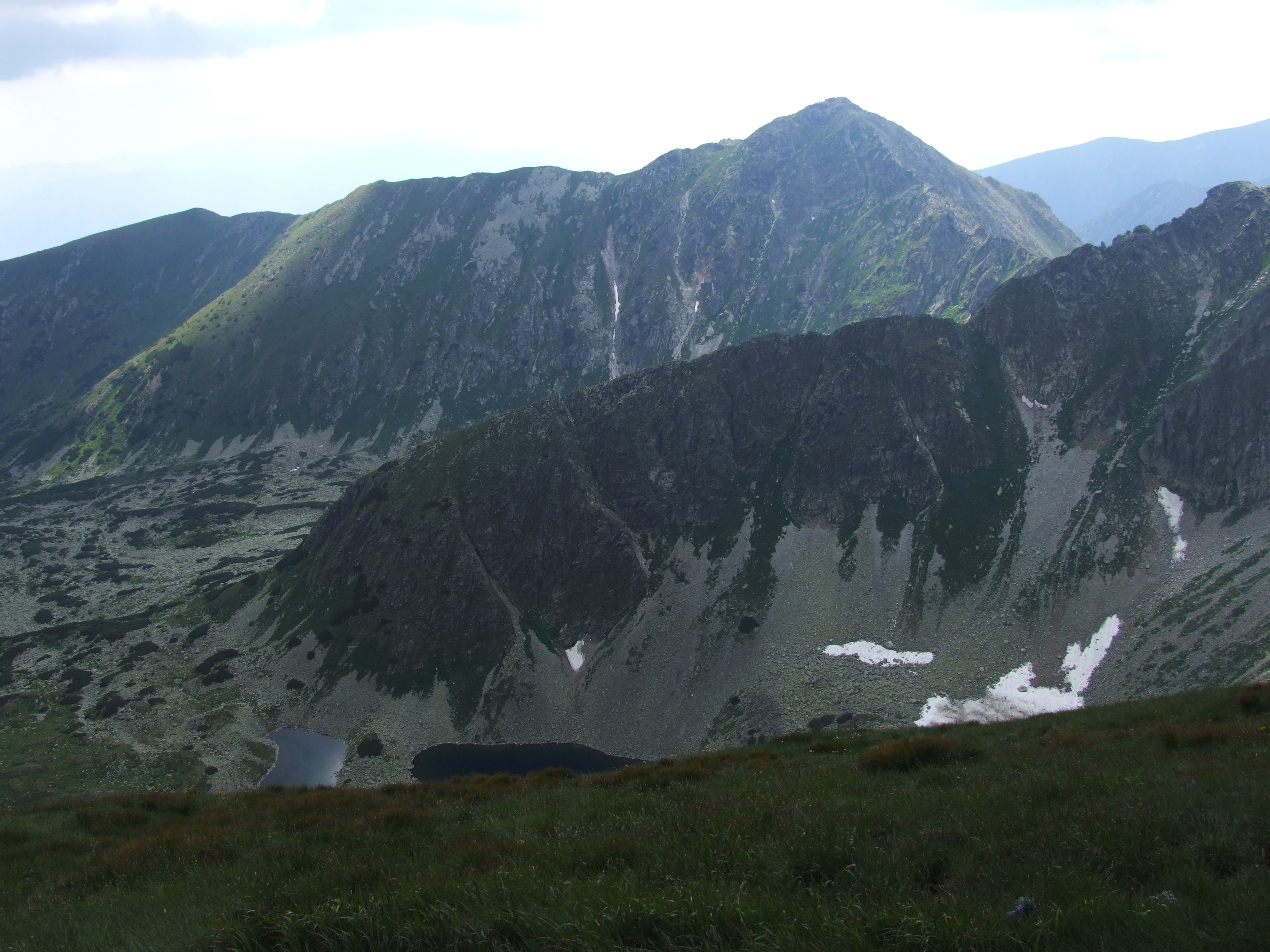
Hrbáč